# Jugend debattiert (Deutschland)

Logo des Wettbewerbs

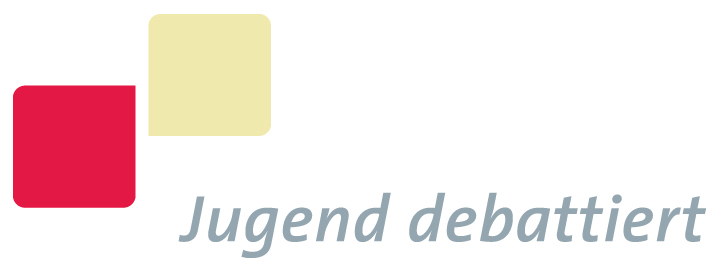
Altes Logo (bis 2019)

Jugend debattiert ist ein in Deutschland bundesweit ausgerichteter Schülerwettbewerb im Debattieren.

## Der Wettbewerb

### Geschichte
Der Wettbewerb entstand aus dem 1999 erstmals durchgeführten Hamburger „Streitgespräch — Jugend debattiert“, das von der Hamburgischen Bürgerschaft veranstaltet wurde. Im Jahr 2001 folgte die Hertie-Stiftung, die an 30 Schulen in Frankfurt am Main einen vergleichbaren Wettbewerb durchführte. Der damalige Bundespräsident Johannes Rau brachte daraufhin eine Ausweitung des Programms auf ganz Deutschland ins Gespräch. Nachdem der Wettbewerb am 21. November 2002 erstmals offiziell vorgestellt worden war, nahmen an der ersten Ausrichtung 2003 insgesamt 16.000 Schülerinnen und Schüler teil. In den Jahren 2004 und 2005 fand mit Jugend debattiert in Polen und Tschechien erstmals ein gleicher Wettbewerb im Ausland statt. Nach weiteren Ausrichtungen in Estland, Lettland, Litauen und der Ukraine fand im Jahr 2007 in Prag erstmals ein internationales Finale statt. In den Jahren 2008 und 2009 folgten die Auszeichnung als Ort im Land der Ideen durch die Initiative Deutschland – Land der Ideen und die Einstufung als „unterstützenswerter Wettbewerb“ durch die Kultusministerkonferenz. Weitere Erweiterungen im Ausland folgten 2012 mit dem ersten Jugend-debattiert-Wettbewerb in der Volksrepublik China, dem ersten südamerikanischen Wettbewerb unter Teilnahme von Argentinien, Brasilien, Chile und Paraguay 2016 und dem ersten kalifornischen Finale 2019 in Palo Alto.

### Stifter und Ausrichter
Der Wettbewerb wird von der Gemeinnützigen Hertie-Stiftung und der Heinz Nixdorf Stiftung auf Initiative und unter der Schirmherrschaft des Bundespräsidenten durchgeführt. Kooperationspartner sind die Kultusministerkonferenz und die Kultusministerien der Länder. Seit dem 1. August 2019 fördert das Bundesministerium für Bildung und Forschung das Projekt Jugend debattiert. Das Kuratorium Jugend debattiert begleitet das Projekt als beratendes Gremium. Seine Mitglieder sind Persönlichkeiten des öffentlichen Lebens, die sich für sprachliche und politische Bildung besonders engagieren. Mit einem Etat von rund 15 Mio. Euro seit dem bundesweiten Start 2002 ist Jugend debattiert das größte privat-öffentlich finanzierte Projekt zur sprachlichen und politischen Bildung in Deutschland.

### Teilnahme und Aufbau
Teilnehmen können Schüler der Stufe I (8.–10. Klasse; G8: 8.–9. Klasse) und der Stufe II (11.–13. Klasse; G8: 10.–12. Klasse) an Schulen, die einem Jugend debattiert-Regionalverbund angehören. Ein Regionalverbund sollte möglichst aus verschiedenen Schulformen bestehen. Interessierte Hauptschulen, Realschulen, Gymnasien, Gesamtschulen und Berufsschulen können sich über die Kultusministerien der Länder für eine Teilnahme ab dem kommenden Schuljahr bewerben.
Jugend debattiert kann im Schulunterricht bereits ab der 5. Klasse eingeführt werden. Die Teilnahme am bundesweiten Wettbewerb ist für Schülerinnen und Schüler ab Klasse 8 möglich. 
Der Wettbewerb ist in vier Ebenen aufgeteilt, die sich aus einer oder zwei Qualifikationsrunden, in denen ein Teilnehmer gegen unterschiedliche Personen debattiert, und einem Finale, das die vier besten Debattanten einer Sekundarstufe bestreiten, zusammensetzen: Zunächst werden die jeweils zwei Besten der beiden Sekundarstufen in einem internen Schulwettbewerb ermittelt, diese vier nehmen am Regionalverbundwettbewerb teil, wo sie gegen die Sieger anderer Schulen antreten. Die besten vier der Regionalverbundwettbewerbe – zwei je Sekundarstufe – kommen in den Landeswettbewerb, auf den sie in einem mehrtägigen Rhetorikseminar vorbereitet werden. Für die zwei Besten je Sekundarstufe folgt der Bundeswettbewerb. Auf Bundesebene sind somit noch 64 Schüler im Wettbewerb. Die besten vier jeder Sekundarstufe qualifizieren sich für das Bundesfinale. Als Preis erhalten sie ein sechstägiges Rhetorik-Siegerseminar und die Aufnahme in das Alumniprogramm des Wettbewerbes.

## Ablauf einer Debatte im Wettbewerb

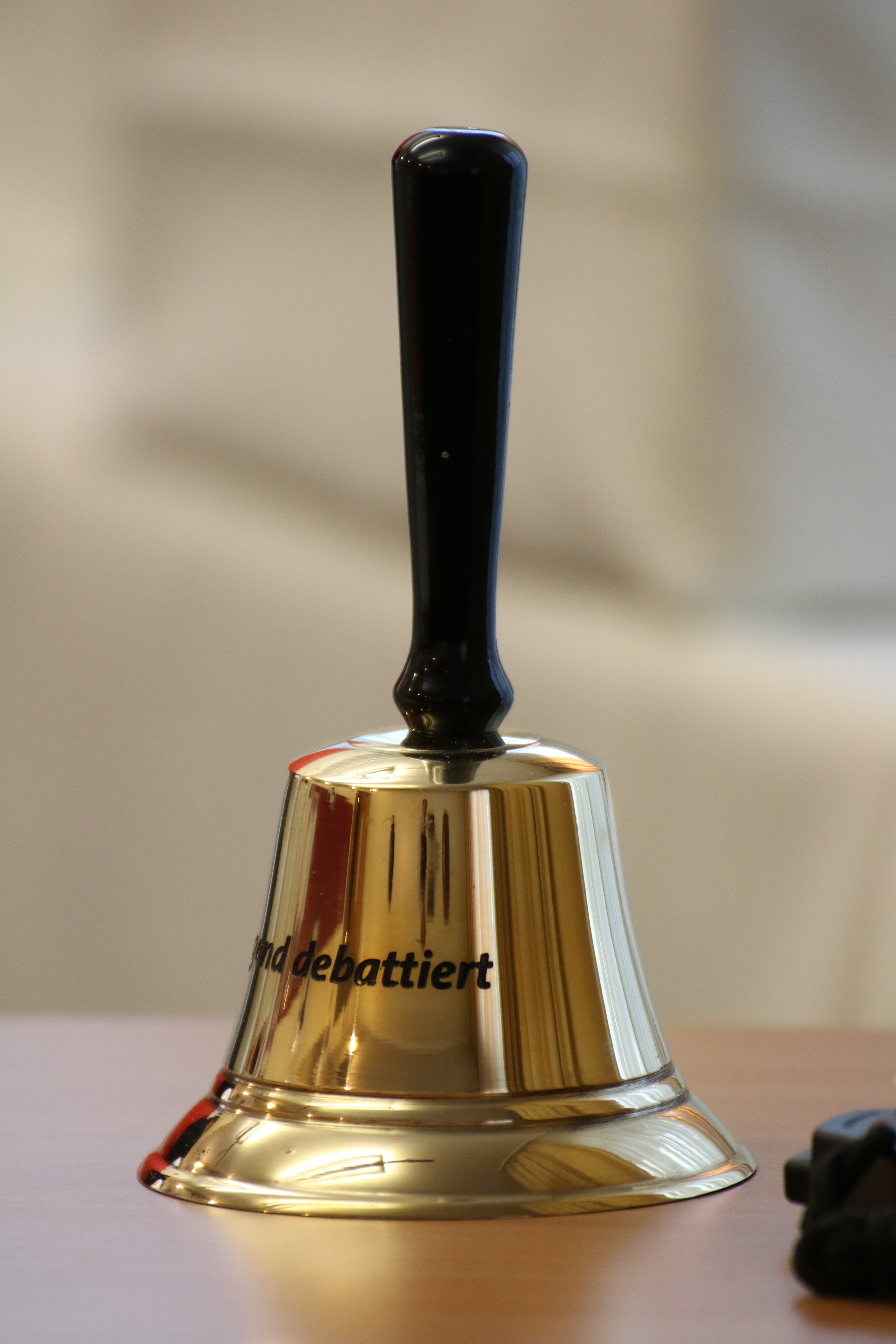
Debattenglocke bei Jugend debattiert

In einer Jugend-debattiert-Debatte debattieren jeweils vier Debattanten zu einem Thema, zu dem klar eine Pro- oder Kontra-Position übernommen werden muss (jeweils zwei Pro- und zwei Kontra-Debattanten, die Pro 1 und Pro 2 bzw. Contra 1 und Contra 2 genannt werden). Die Pro- und die Contra-Seite sitzen oder stehen sich in der Debatte gegenüber. Die Debatte ist streng reglementiert und dauert 24 Minuten.
Sie beginnt mit einer Eröffnungsrunde. Bei dieser hat jeder der vier Debattanten zwei Minuten Zeit, seine Position vorzustellen und für seine Seite zu argumentieren, ohne dass er dabei unterbrochen werden darf. Die Pro- und Contra-Redner wechseln sich hierbei ab: Zunächst spricht Pro 1, im Anschluss daran Contra 1, dann Pro 2 und Contra 2. Der zweite Teil ist die Freie Aussprache. Diese dauert zwölf Minuten und wird in Form einer unmoderierten Debatte geführt. Der letzte Teil ist die Schlussrunde. Hier bekommen alle Debattanten erneut eine Minute Redezeit, um noch einmal ihren Standpunkt klarzumachen. Im Unterschied zu anderen Debattenformaten darf die eigene Position hier geändert werden, in jedem Fall muss die Position allerdings durch die vorausgegangene Debatte begründet werden. Es dürfen folglich keine neuen Argumente genannt werden.

## Bewertung der Debatten
Eine Jury, bestehend aus drei Personen – in Finaldebatten aus drei oder fünf Personen – bewertet die Debattanten nach vier Kriterien: Sachkenntnis, Ausdrucksvermögen, Gesprächsfähigkeit und Überzeugungskraft.
- Die Sachkenntnis soll wiedergeben, wie gut sich ein Debattant auf das jeweilige Debatten-Thema vorbereitet hat.
- Das Ausdrucksvermögen bezieht sich auf die sprachliche Gewandtheit und die Rhetorik eines Debattanten.
- Die Gesprächsfähigkeit bewertet, ob der Debattant auf die Mitdebattanten eingeht und Bezug auf sie nimmt. Genauso fließt hier die Fähigkeit ein, in der Debatte Moderationsfunktionen zu übernehmen, um etwa die Debatte auf wichtige Gesichtspunkte zu lenken, sie zusammenzufassen oder ähnliches.
- Die Überzeugungskraft bewertet, ob Argumente gut begründet sind und ob der Standpunkt überzeugend vermittelt wurde.

Jedes Jurymitglied gibt jedem Debattanten für diese vier Kriterien jeweils Punkte, wobei null bis fünf Punkte pro Kriterium vergeben werden können. So kann jeder Debattant in einer Debatte also maximal 60 Punkte erreichen, in Finaldebatten einigen sich die Mitglieder der Jury dann auf eine Rangfolge, die Punktzahlen dienen hier lediglich der Orientierung bei Diskrepanzen zwischen Jurymitgliedern. Bei Punktgleichheit entscheidet die erreichte Punktzahl im Kriterium Gesprächsfähigkeit. Nach der Ermittlung der Punktzahlen erhält zudem jeder Teilnehmer von je einem Jurymitglied eine Rückmeldung über seine Leistung.